# Ettore Perrone di San Martino
Ettore Perrone di San Martino (12. ledna 1789, Turín – 29. března 1849, Novara) byl italský politik a vojenský velitel.

## Francouzská vojenská služba
V roce 1806 narukoval jako dobrovolník do pěchoty „Legion du Midi“. Následující rok povýšil na druhého poručíka pěchoty a v roce 1807 a 1809 se zúčastnil tažení. Byl zraněn v bitvě u Wagramu a přijal řád čestné legie. Od roku 1810 do 1811 sloužil ve Španělsku jako poručík císařské gardy. 24. června 1811 se stal granátníkem Staré gardy. Ač byl raněný a musel používat berle, odešel na tažení do Ruska. Povýšil na kapitána pěchoty a v květnu 1813 bojoval u Lützenu a Bautzenu, v bitvě u Montmirail byl třikrát raněn bajonetem. 15. března 1814 jej Napoleon jmenoval velitelem 24. batalionu pěchoty. Během Sta dní byl jmenován pobočníkem generála Gérarda.

## V Itálii
3. března 1821 byl při návratu z Paříže zatčen na hranicích. V roce 1821 se zúčastnil povstání v Piemontu a byl odsouzen k smrti, uprchl však do Francie, kde vstoupil do armády a dosáhl hodnosti generála. Během svého francouzského exilu se 2. února 1833 oženil s Jenny de Fay de La Tour-Maubourg, vnučkou markýze de La Fayette. Svatby se mimo jiné zúčastnil Henry Clay.

## Italská vojenská služba

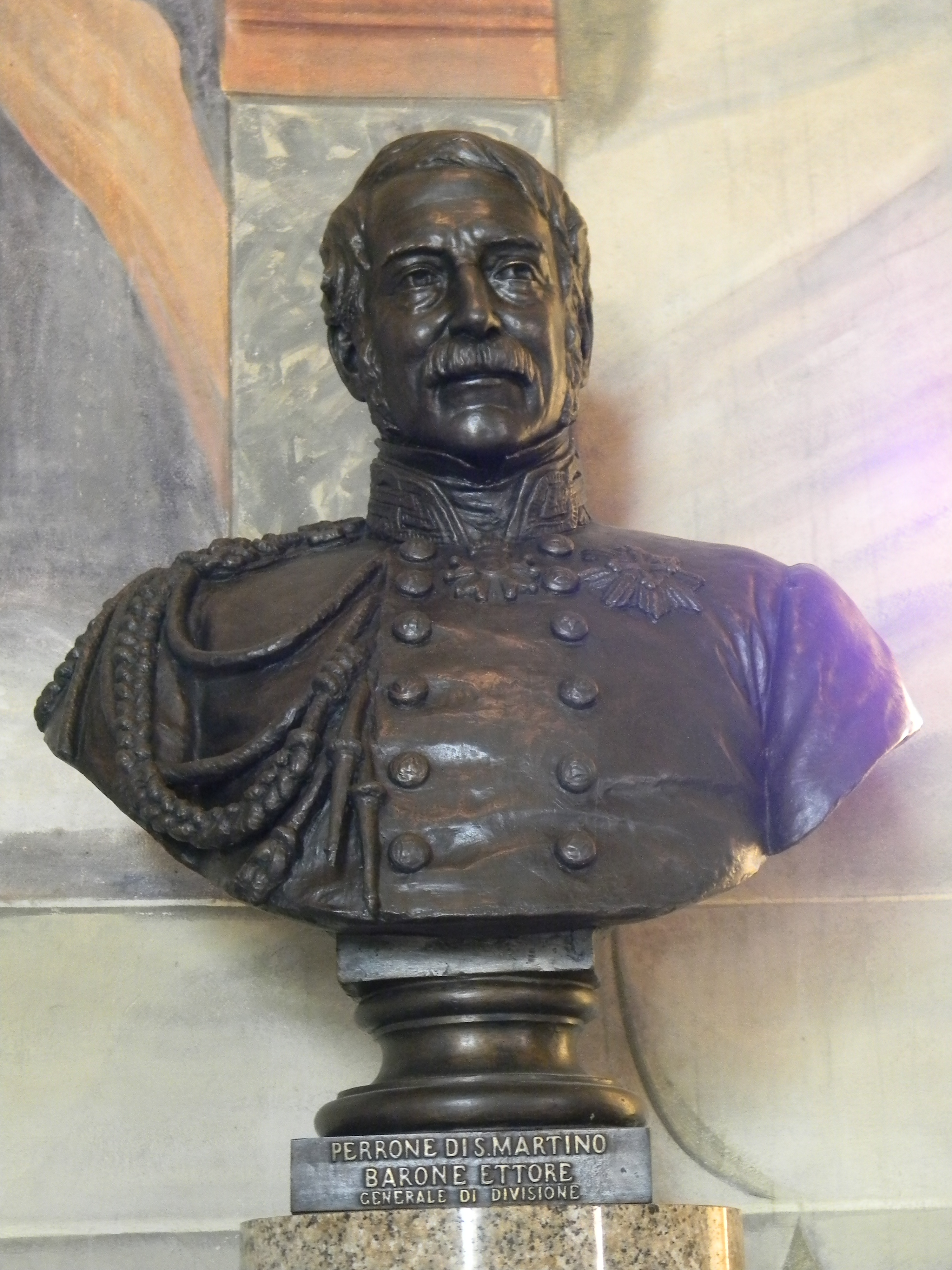
Busta Perrona di San Martina, 50. léta 19. století

V roce 1848 byl pozván dočasnou milánskou vládou, aby se připojil k armádě v Lombardii. 11. října 1848 se stal premiérem sardinského království, kterým byl do 16. prosince 1848. Odmítl poslat zástupce na italské shromáždění navržené Giuseppem Montanellim.
22. března 1849 byl smrtelně zraněn v bitvě u Novary v italském Piemontu, v níž jako generálporučík velel levé divizi.
Byla mu věnována kasárna "Perrone" vybudována v letech 1850–1852. Později se začal tento komplex používat jako střed orientace Univerzity v západním Piemontu.

## Rodina
Jeho sestra Caroline se v roce 1837 provdala za Justa Ponse Florimonda, markýze de La Tour-Maubourg.
Ettore Perrone di San Martino se oženil s Jenny de Fay de La Tour Maubourg, dcerou Justa-Charlese de Fay de La Tour-Maubourg a Anastázie de La Fayette. Jenny byla sestřenicí Carolinina manžela Justa.
Jenny porodila Ettorovi tři děti, dva syny a dceru: Paola Luigiho, hraběte Perrone di San Martino (1834–1897), Roberta Perrona di San Martino (1836–1900) a Louisu Perrone di San Martino (1. října 1838 – 14. listopadu 1880). Louisa se provdala za hraběte Félixe Rignona (1829–1914) a měla s ním dvě děti, syna Édouarda Rignona (1861–1932) a dceru Marii (1858–1950).
Ettorovou prapravnučkou je belgická královna Paola.